# Diadelia parvula
Diadelia parvula är en skalbaggsart som beskrevs av Stefan von Breuning 1939. Diadelia parvula ingår i släktet Diadelia och familjen långhorningar.
Artens utbredningsområde är Madagaskar. Inga underarter finns listade i Catalogue of Life.